# Mountaineer Field
A Milan Puskar Stadium egy amerikaifutball-stadion Morgantownban, Nyugat-Virginia államban, a West Virginia Mountaineers csapatának otthona. A stadion 1980-ban nyílt meg. A létesítményt egy morgantowni lakosról, Milan Puskarról, a Mylan Pharmaceuticals, Inc. alapítójáról nevezték el, aki 2004-ben 20 millió dollárt adományozott az egyetemnek. A játéktér megtartotta a stadion eredeti nevét, a Mountaineer Fieldet, amely a WVU korábbi futballstadionjának neve is volt.

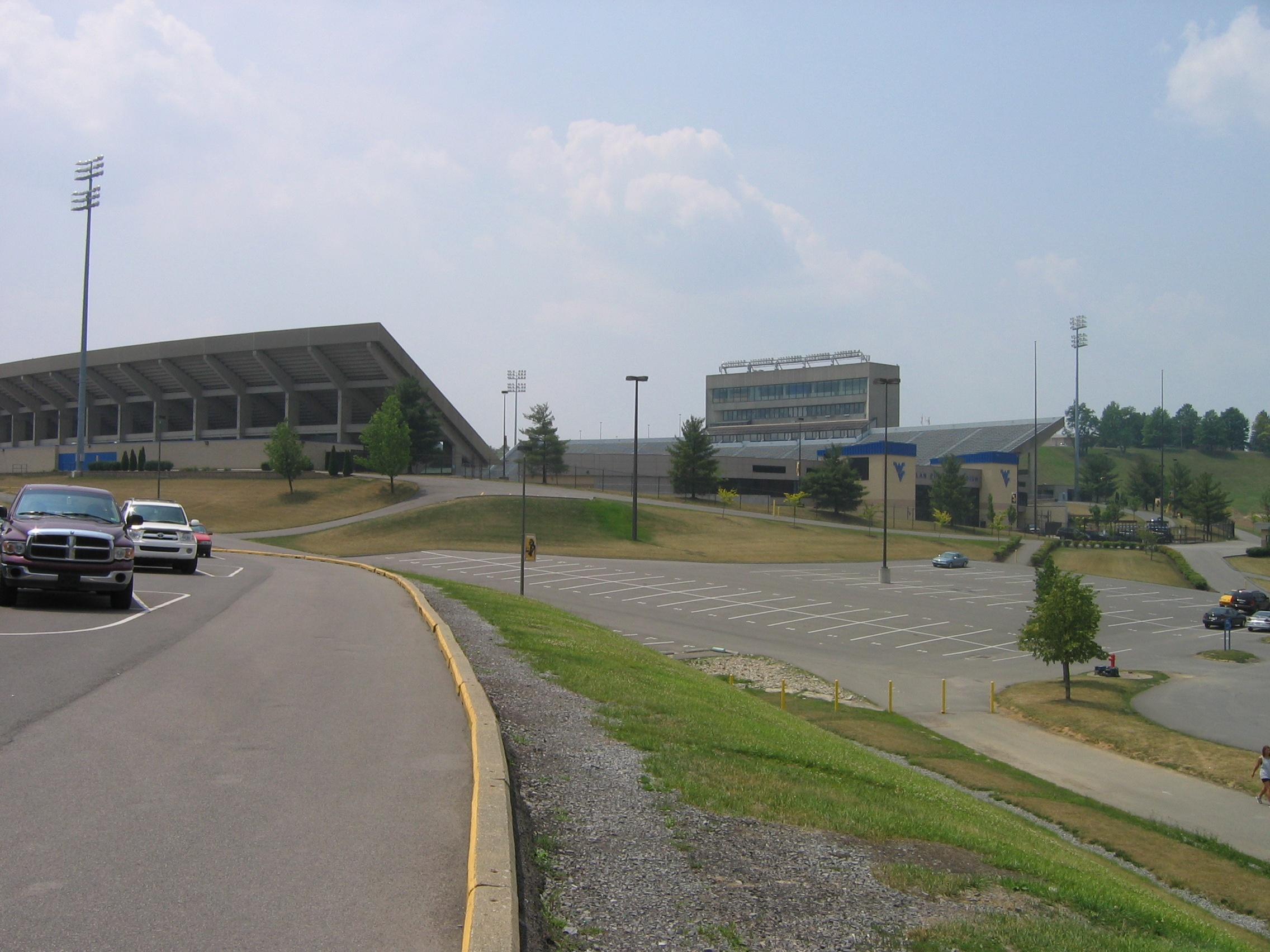
A stadion kívülről

## Története
Az eredeti Mountaineer Field az egyetem fő kampuszán helyezkedett el, de a kampusz épületeinek és a stadion közelében lévő utak közelsége miatt nem lehetett bővíteni vagy korszerűsíteni. Utolsó használatakor, 1979-ben 38 000 férőhelyes volt. Az új stadiont eredetileg Mountaineer Stadiumnak hívták volna, de a szurkolók ezt figyelmen kívül hagyták, és New Mountaineer Fieldnek nevezték el, az „új” jelentésű „New” idővel kikopott a használatból. A Mountaineer Field 1980-ban épült a jogi kar és az orvosi kar épületei közötti egykori golfpálya helyén. A stadion eredeti költsége 22 millió dollár volt. Befejezésekor 50 000 férőhelyes volt. A stadiont 1985-ben 6,5 millió dollárért 7500 ülőhellyel bővítették a déli oldali endzone-nál. 1986-ban 650 000 dollárért 6000 ülőhellyel bővítették az északi endzone-nál is. 2004-ben az északi enzone meglévő üléseit eltávolították, és 13 millió dollárért luxuspáholyokat építettek a helyükre. Ez a legutóbbi bővítés 3500 ülőhellyel csökkentette a befogadóképességet, így a hivatalos jelenlegi befogadóképesség 60 000 fő. 2007 nyarán körülbelül 500 ülőhelyet építettek be az északi endzone sarkaiban és a déli endzone-nál lévő konditerem felett, továbbá a pálya új gyepet kapott.

## Fordítás
Ez a szócikk részben vagy egészben  a   Milan Puskar Stadium című angol Wikipédia-szócikk fordításán alapul.  Az eredeti cikk szerkesztőit annak laptörténete sorolja fel. Ez a jelzés csupán a megfogalmazás eredetét és a szerzői jogokat jelzi, nem szolgál a cikkben szereplő információk forrásmegjelöléseként.